# Rio Acará-Mirim
Rio Acará-Mirim är ett vattendrag i Brasilien.   Det ligger i delstaten Pará, i den nordöstra delen av landet, 1 500 km norr om huvudstaden Brasília.
I omgivningarna runt Rio Acará-Mirim växer i huvudsak städsegrön lövskog. Runt Rio Acará-Mirim är det glesbefolkat, med 11 invånare per kvadratkilometer.